# Арка Адриана (Капуя)
Арка Адриана (итал. Arco di Adriano) — древнеримская триумфальная арка, расположенная в Санта-Мария-Капуа-Ветере (древняя Капуя, ныне в провинции Казерта). Первоначально это была тройная арка, но сегодня сохранились только три пилона и одна из боковых арок. Арка располагалась на Аппиевой дороге, выолняя роль городских ворот, располагавшихся на линии померия.

## История
Арка была возведена между второй половиной I века и первой половиной II века. Сообщалось о наличии надписи с посвящением императору Адриану, а также о посвящении Септимию Северу (Corpus Inscriptionum Latinarum 10, 3825), но в последнем случае надпись располагалась на подиуме одной из статуй.
Высказывались также предположения, что возведение арки произошло при династии Флавиев после дарования городу статуса колонии (вместе с названием Колония Флавия Августа).
В 1851 году была проведена частичная реставрация арки с дополнениями и реконструкциями. В 1860 году арка попала в зону боёв битвы при Вольтурне: на одном из пилонов арки расположена памятная доска с текстом, написанным Луиджи Сеттембрини, повреждения, полученные во время боя, подверглись ремонту в 1893 году. Арка также подверглась разрушениям в результате боёв в ходе Второй мировой войны, в 1945 и в 1953—1955 годах проводились ремонтные работы по устранению полученных повреждений.

## Описание
Арка расположена между Корсо Моро и Виа дель Лаворо и также известна как Арко ди Адриано или Арка ди Капуа.
Арка построена из кирпича (opus Latericium) и первоначально имела внешнее покрытие из белого известняка, ныне утерянного. Сохранились пилоны центрального свода и одна из боковых арок. Сохранившиеся фрагменты имеют высоту 10 метров и ширину 18,5 метров. Имеются современные пристройки и следы реставрации XIX века. Арки центрального свода и боковых сводов имели умеренную высоту (6,2 метра), но центральная арка была шире (проем 4,85 метра против проема 3,95 метра для боковых арок). Пилоны облицованы в основании блоками белого известняка и облегчены нишами с арочными вершинами. Отверстия в боковой конструкции предполагают наличие колонн, которые обрамляли ниши и должны были поддерживать не сохранившийся антаблемент. Считается, что в нишах стояли статуи.
На внутренней стороне пилонов центрального прохода также есть ниши, но это современные воссоздания.